# Добролёт (студия)
Студия «Добролёт» — студия звукозаписи в Санкт-Петербурге, созданная в феврале 1996 года. Наиболее известна как студия, в которой записывались такие авторитетные русские рок-группы, как Tequilajazzz, Аквариум, Сплин, Чайф, Ю-Питер, Алиса и многие другие. Расположена на Петроградской стороне по адресу улица Красного Курсанта, 31. Студия занимает два этажа во флигеле старинной ткацкой фабрики Керстена. По своей большой значимости для российской музыки и высочайшему качеству работы «Добролёт» находится в одном ряду со многими известными мировыми звукозаписывающими студиями.

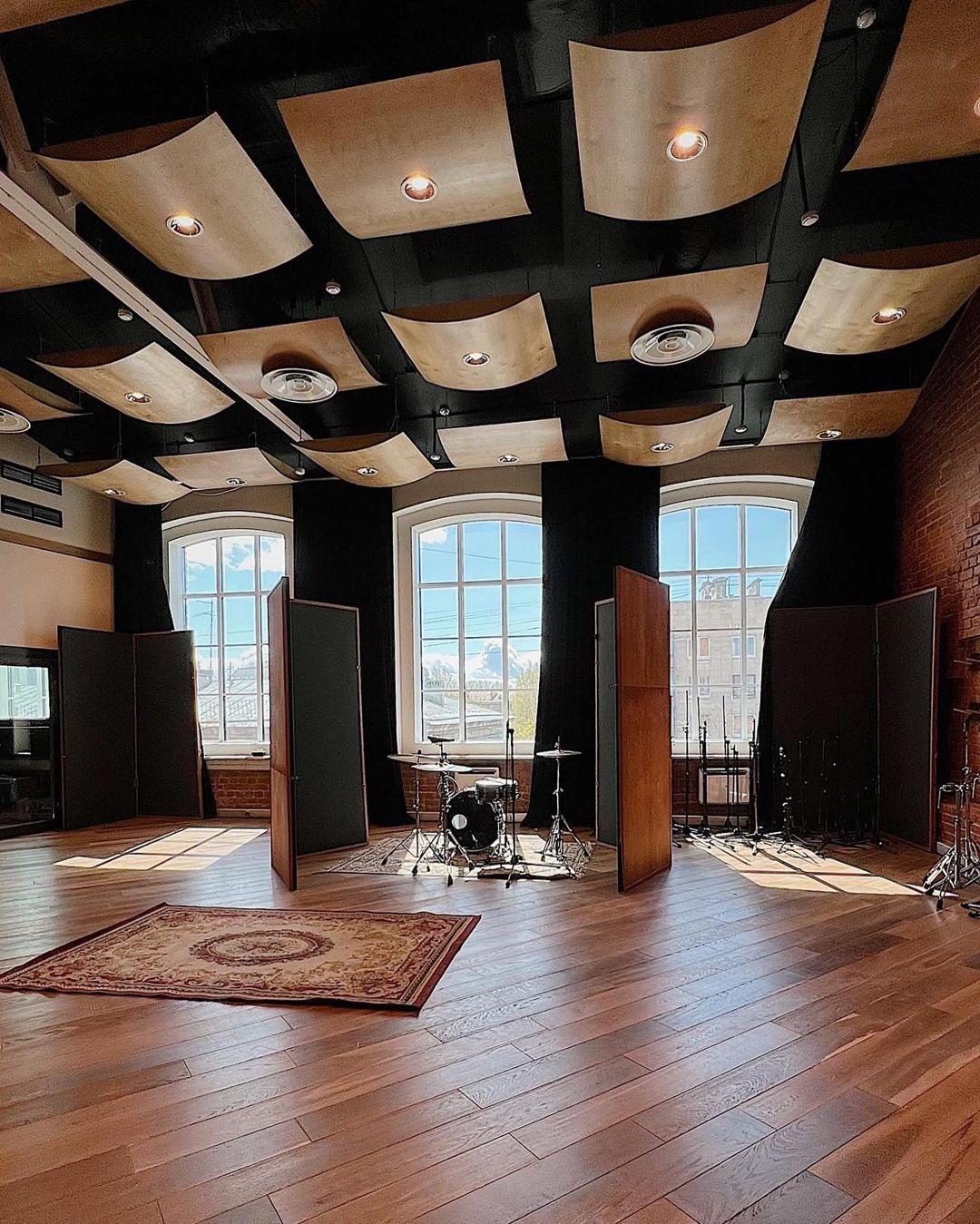
Тон-зал студии «Добролёт»

## История
Студия была построена при активной поддержке всего музыкального сообщества Санкт-Петербурга, и просуществовала более 20 лет в клубном корпусе ДК им. Ленсовета на Петроградской стороне. Акустический дизайн студии был выполнен известнейшим английском дизайнером акустиком Филиппом Ньюэллом, что для тех лет было абсолютно беспрецедентным случаем. В ее стенах записаны сотни альбомов популярных российских артистов в жанрах от тяжёлого рока до камерной акустической музыки (в том числе Пилот, Кирпичи, Ночные снайперы, Zorge, Optimystica Orchestra, Психея, Полюса, Торба на круче, Александр Розенбаум, Чиж & Co, Кино). 15 мая 2022-го студия «Добролёт» открылась в обновленном виде и в настоящее время представляет собой большой студийный комплекс, который включает две полноценных и автономно работающих студии. Акустический дизайн выполнен австрийским бюро Tonemeister Acoustic.

## События
В 2022-м году группа Кино выпустила лайв-клипы на песни «Место для шага вперед» и «Когда твоя девушка больна», снятые на обновленной студии «Добролёт».

## Список некоторых альбомов, записанных на студии
- 1997: Гиперборея - Аквариум
- 1997: Бес сахара - Колибри
- 1998: Целлулоид - Tequilajazzz
- 1999: Мат без электричества - Ленинград
- 2001: Время не ждет - Чайф
- 2001: Красиво слева - Маркшейдер Кунст
- 2001: Наше Небо - Пилот (группа)
- 2002:  Джоконда - Пилот (группа)
- 2002: Выше осени - Tequilajazzz
- 2002: Жаль, нет ружья - Король и Шут
- 2003: Имя рек - Ю-Питер
- 2003: Сейчас позднее чем ты думаешь - Алиса
- 2003: 1-й круг - 7раса
- 2003: На связи - Маркшейдер Кунст
- 2004:  Бунт на корабле - Король и Шут
- 2004: Мертвый сезон - Небо здесь
- 2004: Качели- 7раса
- 2005: Huinya - Ленинград
- 2005: Изгой - Алиса
- 2005: Все или ничего - Небо здесь
- 2006:Продавец кошмаров - Король и Шут
- 2006: На моей волне - Небо здесь
- 2007: SunSay - 5nizza и SunSay
- 2007: Аврора - Ленинград
- 2007: Стать севера - Алиса
- 2008: Cafe Babalu - Маркшейдер Кунст
- 2008: Coda - 7раса
- 2009: Сигнал из космоса - Сплин
- 2009: Железные звезды - Колибри
- 2009: ПесниТрущобНадеждыРазбитыхСердец: Часть 1. Дневники Одиночки - Психея
- 2010: Цветы и тернии - Ю-Питер
- 2010: Дайвер - 5nizza и SunSay
- 2010: Utopia - Маркшейдер Кунст
- 2010: Журнал живого - Tequilajazzz
- 2011: Хна - Ленинград
- 2011: Hidden Places - Tinavie
- 2011: Легко - 5nizza и SunSay
- 2012: Обман зрения - Сплин
- 2012: Oikoumene - Theodor Bastard
- 2013: Kometa - Tinavie
- 2014: Резонанс. Часть 1 - Сплин
- 2014: Резонанс. Часть 2 - Сплин
- 2015: Vetvi - Theodor Bastard
- 2015: Гудгора - Ю-Питер
- 2017: КУ - 5nizza и SunSay
- 2018: Небыло - Tequilajazzz
- 2018: Встречная полоса - Сплин
- 2018: Время N - Аквариум
- 2018: Terrua - Tinavie
- 2019: Посолонь - Алиса
- 2019: Тайком - Сплин
- 2020: Volch'ya Yagoda - Theodor Bastard
- 2021: Камни - Tequilajazzz
- 2021: Счастья нет - Колибри
- 2021: Белый Шум - Алиса
- 2022: Феникс - Non Cadenza
- 2022: Дудка - Алиса[6]
- 2023: 12_22 - Кино
- 2024: Другие (Везде Чужие) - Психея